# Kilogram

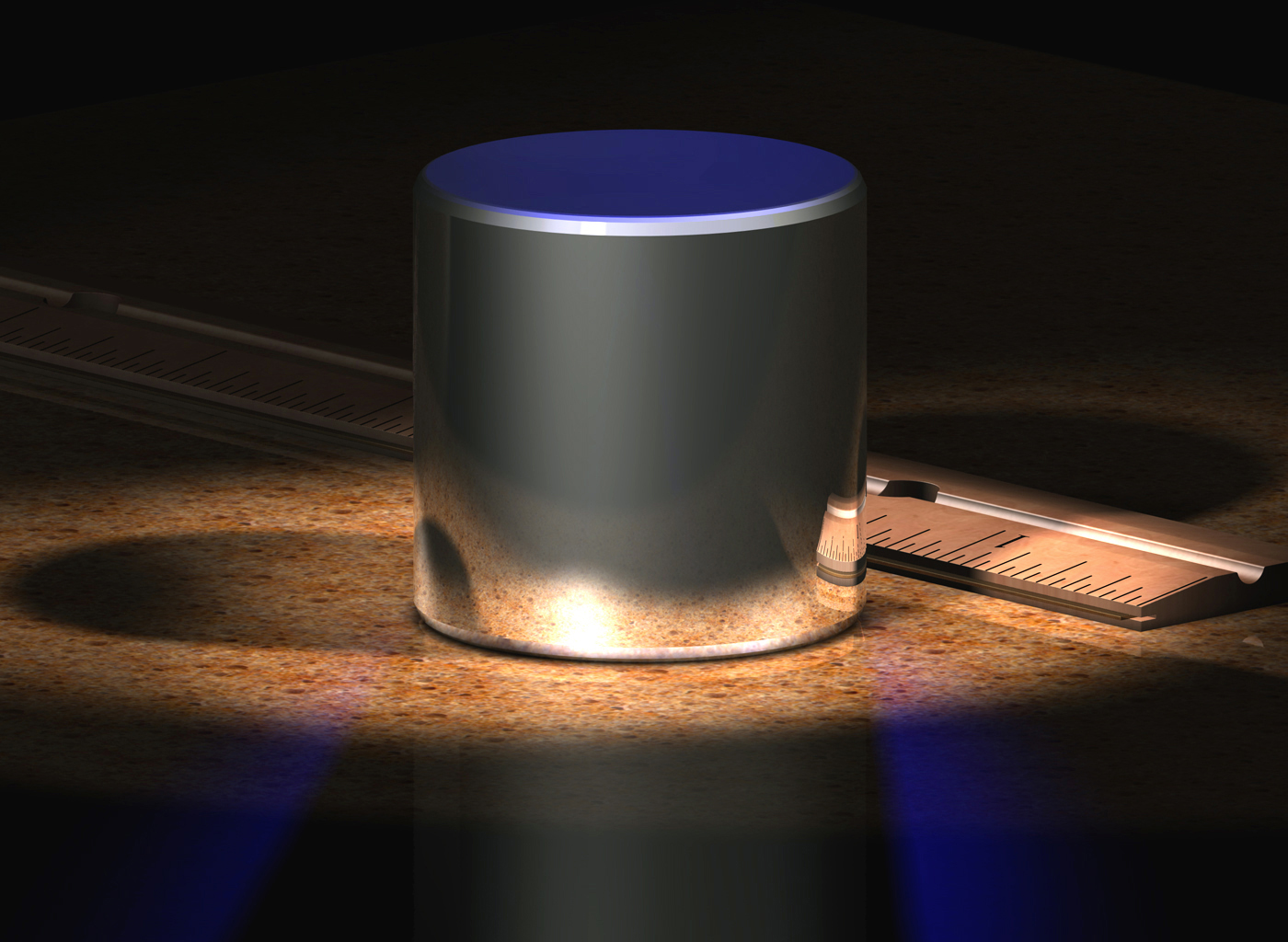
Een computergegenereerde tekening van het internationale prototype van de kilogram, in gebruik tot 20 mei 2019

De kilogram (ook het kilogram) is sinds 1901 de internationale standaardeenheid voor massa en daarmee een van de zeven basiseenheden van het SI.

## Basiseenheid met een voorvoegsel
De kilogram is de enige basiseenheid in het SI die een SI-voorvoegsel (kilo) in de naam heeft staan. Dit is om historische en praktische redenen zo gehouden; logischer zou zijn een nieuwe naam te kiezen. Een kilogram is gelijk aan duizend gram. Toch is de kilogram, en niet de gram, een basiseenheid.

## De standaardkilogram

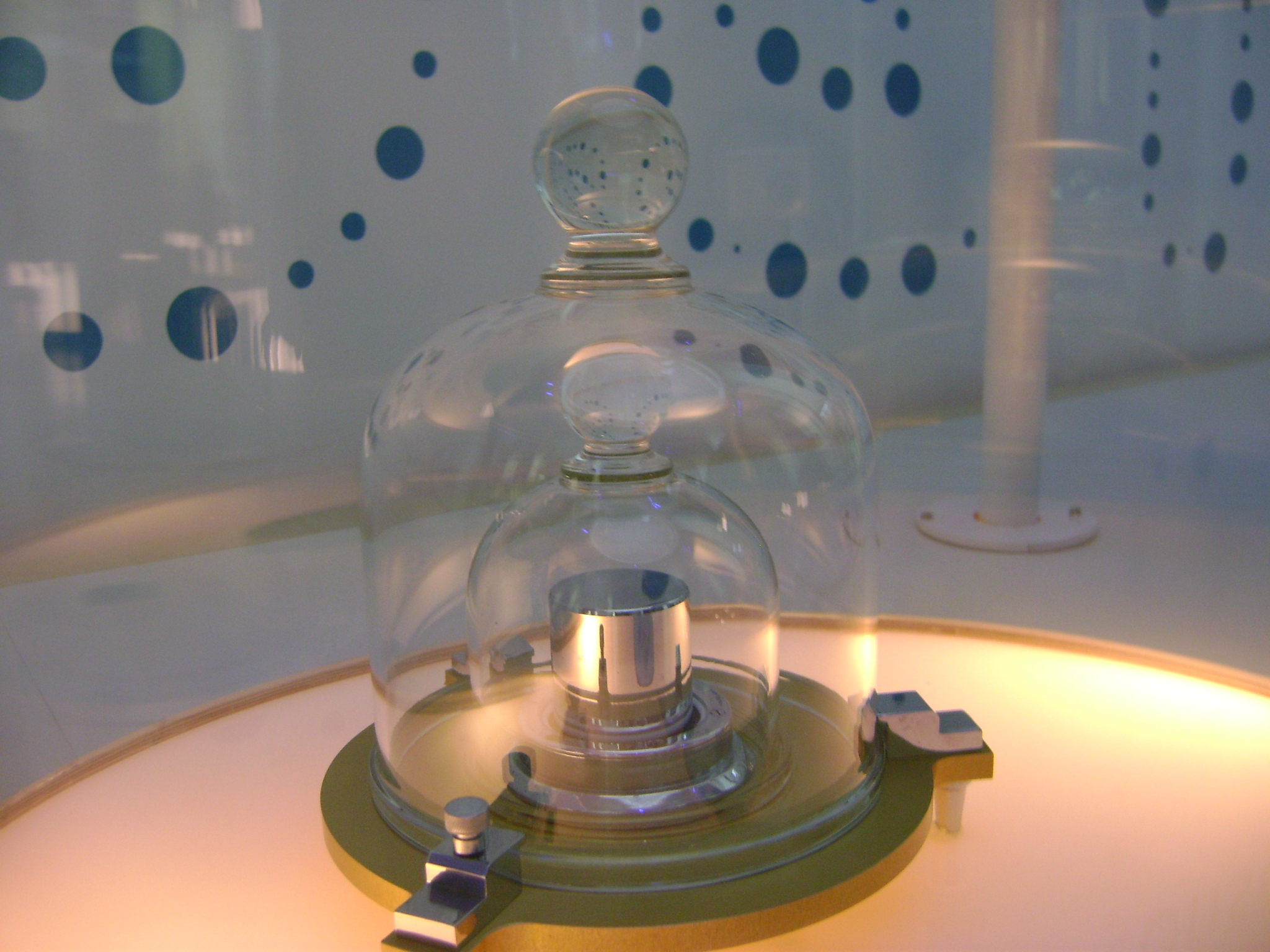
Replica van het prototype van de kilogram ("IPK"), tentoongesteld in de Cité des sciences et de l'industrie in Parijs

Het SI-systeem definieerde de kilogram tot november 2018 als gelijk aan de massa van een internationaal prototype ("IPK", International Prototype of the Kilogram, of "le Grand K"), dat van een legering van platina en iridium is gemaakt en bewaard wordt op het Bureau international des poids et mesures (BIPM) (het internationale bureau van gewichten en maten) in het Franse Sèvres. Het internationale prototype van de kilogram werd in gebruik genomen in 1889. Het is een cilinder van 90 massa% platina en 10 massa% iridium, met een hoogte en diameter van 39,0 mm. De kilogram was daarmee sinds 1960 de enige SI-eenheid die nog gerelateerd was aan een door mensen gemaakt voorwerp in plaats van aan een natuurkundige eigenschap.
Officiële kopieën van de standaardkilogram waren als nationale prototypen beschikbaar. België heeft twee kopieën: nummers 28 en 37. Zij worden bewaard bij de dienst Nationale Standaarden van de Federale Overheidsdienst Economie, K.M.O., Middenstand en Energie. De standaard van Nederland, kopie nummer 53, bevindt zich bij VSL (Van Swinden Laboratorium) in Delft. Een eerdere massastandaard van Nederland is te bewonderen in het Rijksmuseum in Amsterdam.
De massa van de standaardcilinder bleek echter niet constant in de tijd. Dit werd geconstateerd door de massa van de referentiecilinder te vergelijken met de massa van kopieën van die cilinder. Omdat er geen hogere standaard beschikbaar was, was het niet te bepalen of de massa van een cilinder was toegenomen of die van een andere afgenomen, maar sindsdien is wel hard gewerkt aan het realiseren van een nieuwe kilogram, één die niet afhankelijk is van een fysiek voorwerp. Hierbij werd onder andere gekeken naar het tellen van het aantal siliciumatomen in een bol van monokristallijn silicium en naar het afleiden van de kilogram van natuurkundige constanten. Tot 2018 waren er echter nog te grote verschillen tussen de verschillende methoden, zodat de internationale kilogram in Parijs nog steeds de eenheid van massa vertegenwoordigde.
| Grotere en kleinere eenheden van gram en ton | Grotere en kleinere eenheden van gram en ton | Grotere en kleinere eenheden van gram en ton | Grotere en kleinere eenheden van gram en ton | Grotere en kleinere eenheden van gram en ton | Grotere en kleinere eenheden van gram en ton | Grotere en kleinere eenheden van gram en ton |
| -------------------------------------------- | -------------------------------------------- | -------------------------------------------- | -------------------------------------------- | -------------------------------------------- | -------------------------------------------- | -------------------------------------------- |
| factor                                       | naam                                         | symbool                                      |                                              |                                              |                                              |                                              |
| 10−30                                        | quectogram                                   | qg                                           |                                              |                                              |                                              |                                              |
| 10−27                                        | rontogram                                    | rg                                           |                                              |                                              |                                              |                                              |
| 10−24                                        | yoctogram                                    | yg                                           |                                              |                                              |                                              |                                              |
| 10−21                                        | zeptogram                                    | zg                                           |                                              |                                              |                                              |                                              |
| 10−18                                        | attogram                                     | ag                                           |                                              |                                              |                                              |                                              |
| 10−15                                        | femtogram                                    | fg                                           |                                              |                                              |                                              |                                              |
| 10−12                                        | picogram                                     | pg                                           |                                              |                                              |                                              |                                              |
| 10−9                                         | nanogram                                     | ng                                           |                                              |                                              |                                              |                                              |
| 10−6                                         | microgram                                    | µg                                           |                                              |                                              |                                              |                                              |
| 10−3                                         | milligram                                    | mg                                           |                                              |                                              |                                              |                                              |
| 10−2                                         | centigram                                    | cg                                           |                                              |                                              |                                              |                                              |
| 10−1                                         | decigram                                     | dg                                           |                                              |                                              |                                              |                                              |
| 1                                            | gram                                         | g                                            |                                              |                                              |                                              |                                              |
| 101                                          | decagram                                     | dag                                          |                                              |                                              |                                              |                                              |
| 102                                          | hectogram                                    | hg                                           | factor                                       | naam                                         | symbool                                      |                                              |
| 103                                          | kilogram                                     | kg                                           | factor                                       | naam                                         | symbool                                      |                                              |
| 106                                          | megagram                                     | Mg                                           | 1                                            | ton                                          | t                                            |                                              |
| 109                                          | gigagram                                     | Gg                                           | 103                                          | kiloton                                      | kt                                           |                                              |
| 1012                                         | teragram                                     | Tg                                           | 106                                          | megaton                                      | Mt                                           |                                              |
| 1015                                         | petagram                                     | Pg                                           | 109                                          | gigaton                                      | G                                            |                                              |
| 1018                                         | exagram                                      | Eg                                           | 1012                                         | teraton                                      | Tt                                           |                                              |
| 1021                                         | zettagram                                    | Zg                                           | 1015                                         | petaton                                      | Pt                                           |                                              |
| 1024                                         | yottagram                                    | Yg                                           | 1018                                         | exaton                                       | Et                                           |                                              |
| 1027                                         | ronnagram                                    | Rg                                           | 1021                                         | zettaton                                     | Zt                                           |                                              |
| 1030                                         | quettagram                                   | Qg                                           | 1024                                         | yottaton                                     | Yt                                           |                                              |

## De definitie van de kilogram

### 1795
De gram werd in 1795 door de Franse Academie van Wetenschappen gedefinieerd als de massa van 1 cm3 gedistilleerd water van 0 °C. Water is echter onderhevig aan verdamping en ook het aandeel zwaar water stelt een meetprobleem. Daarom moest een niet-vluchtige standaard gemaakt worden. Een gram is echter te klein om daarvoor te dienen en daarom werd er een prototype van 1000 g, dus 1 kilogram, gefabriceerd, dat als voorlopige standaard dienstdeed.

### 1799
Toen in 1799 de lengte van de meter een klein beetje veranderde, werd ook een nieuwe standaardkilogram gemaakt, de kilogramme des Archives, ditmaal van het corrosiebestendige platina. De massa verschilde niet alleen van de vorige doordat de meter lichtjes veranderd was, men was inmiddels tot het inzicht gekomen dat het nauwkeuriger was water bij zijn grootste dichtheid, bij 4 °C, te gebruiken.

### 1875
De kilogram van 1799 bleek geen tegen de tijd bestand zijnde eenheid; zuiver platina is te zacht en kan krassen oplopen. Daarom werd in 1875 besloten om een hardere legering te gebruiken. De nieuwe, cilindervormige kilogram werd gemaakt van 90 % platina en 10 % iridium. De opzet was een stabielere standaard te verkrijgen; de massa werd niet gewijzigd.

### 2019

Massaverandering van standaardkilogrammen in de tijd

De massa van de standaardkilogram bleek ten opzichte van de massa van kopieën ervan afwijkingen te vertonen. Er is onder andere vervuiling uit de lucht die zich afzet op de cilinders, in de orde van 1 µg per jaar. Het BIPM sprak tussen 1939 en 1946 een gestandaardiseerde reinigingsprocedure af: poetsen met gelijke delen ether en ethanol, afstomen met dubbel gedestilleerd water, 7–10 dagen laten drogen. Elke reiniging haalde 5 tot 60 µg vervuiling weg. Nogmaals reinigen haalde 10 µg weg.
In de jaren tachtig werd opnieuw bevestigd dat (ondanks schoonmaken) de massa's van prototype en kopieën ten opzichte van elkaar niet constant zijn. Dit kwam mogelijk door onzuiverheden uit de lucht, of juist door het reinigen van de cilinders, waarbij eventueel ook enig metaal kan meekomen. In 2007 stelden experts van het BIPM een afwijking van de massa van het prototype vast in de orde van 50 µg ten opzichte van het gemiddelde van enkele tientallen kopieën.
Dit dwong wetenschappers tot het zoeken naar een nieuwe definitie. Volgens de herdefinitie van de basiseenheden wordt de kilogram gedefinieerd door de constante van Planck een bepaalde exacte waarde te geven. De relatieve verandering van de numerieke waarde van massa's die hier in theorie het gevolg van is, is van de orde van de (voor het fixeren) relatieve onnauwkeurigheid in de constante van Planck, die geschat wordt op 4,4 × 10−8. De 25e General Conference on Weights and Measures van 18-20 november 2014 stelde de beslissing uit tot de 26e conferentie.
Op 16 november 2018 werd in Versailles afgesproken de constante van Planck vast te stellen op exact 6,626 070 15 × 10−34 kg⋅m2⋅s−1. Hierdoor is de kilogram voortaan gebaseerd op de meter en de seconde. De meter is sinds 1983 (via afspraken over de lichtsnelheid) op zijn beurt eveneens gebaseerd op de seconde. De definitie van de seconde is sinds 1967 gebaseerd op de frequentie van onder gegeven, niet-variabele omstandigheden uitgezonden straling van een cesium-133-atoom. Per saldo zijn er geen mogelijk variabele factoren meer in de definitie van de kilogram. De nieuwe definitie van de kilogram werd van kracht op 20 mei 2019.
Uitgaande van klassieke mechanica komt het erop neer dat een kilogram zodanig is gedefinieerd dat bijvoorbeeld de energie van een foton met een frequentie van 1 hertz (dus de kleinste, ondeelbare hoeveelheid energie van straling van die frequentie) overeenkomt met de energie die nodig is om een massa van 1 kilogram over een traject van 1 meter een versnelling van 6,626 070 15 × 10−34 m/s2 te geven.

#### Definitie direct in termen van drie natuurconstanten
Toepassing van achtereenvolgens de vergelijking van Einstein en die van Planck geeft de volgende vergelijking voor de massa:
{\displaystyle E=mc^{2}=hf\;\Longrightarrow \;m={\frac {hf}{c^{2}}}\qquad [{\rm {(kg\times m^{2}\times s^{-1})(s^{-1})(m\times s^{-1})^{-2}}}],}
waar E de energie van een deeltje met massa m is, c de lichtsnelheid in vacuüm, h de constante van Planck en f de frequentie van een kwantumovergang. De eenheden van h, f en c zijn uitgedrukt in kg (kilogram), m (meter) en s (seconde). Met de vastgestelde waarden voor h, f (een hyperfijne overgang in cesium-133, {\displaystyle f\equiv \Delta \nu _{\rm {Cs}}}) en c, volgt hieruit de volgende waarde van de kilogram:
{\displaystyle 1\,{\rm {kg}}={\frac {(299792458)^{2}}{6{,}62607015\cdot 10^{-34}\cdot 9192631770}}\ {\frac {h\,\Delta \nu _{\rm {Cs}}}{c^{2}}}\approx 1{,}4755214\cdot 10^{40}\ {\frac {h\,\Delta \nu _{\rm {Cs}}}{c^{2}}}\,.}
Hierbij valt nog op te merken dat {\displaystyle {\frac {h\,\Delta \nu _{\rm {Cs}}}{c^{2}}}\,} de relativistische massa van een foton van de betreffende frequentie is
(de rustmassa van fotonen is nul). De uitdrukking met drie natuurconstanten waarmee de kilogram wordt gedefinieerd, is dus een natuurconstante die ook gemakkelijk rechtstreeks kan worden beschreven.

## Mogelijke verwarring

### Kilogram als (foutieve) aanduiding voor gewicht
Een kilogram wordt in het dagelijks taalgebruik beschouwd als eenheid van gewicht. Natuurkundig gezien is dat niet juist.
Gewicht is de kracht die een voorwerp uitoefent op de ondergrond (of het ophangpunt) waar het voorwerp zich op bevindt (of aan hangt). Is het voorwerp in rust (of beweegt het met constante snelheid), oftewel zijn versnelling is 0 m/s2, dan is zijn gewicht gelijk aan de zwaartekracht die op voorwerp wordt uitgeoefend. Een voorwerp met een massa van 1,0 kilogram weegt (op het oppervlak van de aarde) ongeveer 9,81 N (newton), wat te berekenen is uit de formule {\displaystyle F_{z}=m\cdot g}, waarbij de g staat voor de valversnelling (of gravitatieversnelling), die aan het aardoppervlak ongeveer gelijk is aan 9,81 m/s2.
Doordat de zwaartekracht op de maan minder sterk is dan op aarde, weegt op de maan alles minder dan op aarde. Een kilogram suiker op aarde heeft op de maan nog steeds een massa van één kilogram, want de suiker is nog steeds uit evenveel en dezelfde deeltjes opgebouwd, maar een meegebrachte aardse weegschaal zal op de maan bij genoemd kilogram suiker nog geen 200 g aangeven. Eigenlijk zou dus niet de kilogram, de eenheid van massa, op de weegschaal vermeld moeten staan, maar de eenheid van gewicht (en kracht): de newton.
Het bovenstaande geldt voor een weegschaal die een veer gebruikt voor de tegendruk, wat bij de meeste huiselijke weegschalen het geval is. Een balans (met twee schalen) vergelijkt twee gewichten met elkaar. Met een balans constateert men, ook op de maan, dat het pak suiker hetzelfde gewicht (en dus dezelfde massa) heeft als een gewicht waarop 1 kg staat.
Toch worden 'gewichten' in het handelsverkeer steeds uitgedrukt in kilogram. In het dagelijks spraakgebruik (niet in de wetenschap) wordt de eenheid gram vaak weggelaten, zoals in een kilo suiker.
Ook het principe van veerweegschalen levert al gauw een bijdrage aan deze verwarring, omdat weegschalen van dit type in feite gewichtskracht meten, maar (via een omrekening met behulp van de formule {\displaystyle \ F_{z}=m\cdot g}) massa's weergeven. Dus in plaats van het feitelijke gewicht van bijvoorbeeld 98,1 N aan te wijzen, wordt dit omgerekend naar een massa van 10 kg en dit is wat men afleest. Indien het "gewicht" van een voorwerp wordt gegeven in kilogram, wordt dus eigenlijk de massa bedoeld. Wil men daarentegen toch het gewicht in kilogram uitdrukken, dan koos men er vroeger soms voor om dit te doen in kilogramkracht (kgf, kilogram-force). Een gewicht (kracht) van 1 kgf is gelijk aan 9,81 N. De kilogramkracht is echter geen ware kilogram en dit gebruik wordt dan ook afgeraden.

### Kilogram als juiste aanduiding voor massa (die soms foutief gewicht genoemd wordt)
In het dagelijkse taalgebruik wordt er dikwijls gesproken over 'gewicht' als men in feite massa bedoelt. Men koopt een kilogram suiker, een zekere hoeveelheid. Men zegt 'gewicht' maar bedoelt 'massa'. Als men 1 kg suiker koopt, hier of op de maan, koopt men een bepaalde hoeveelheid suiker. Die hoeveelheid suiker wordt op aarde echter met een grotere kracht aangetrokken dan op de maan: dezelfde hoeveelheid suiker heeft op aarde een groter gewicht dan op de maan.

### Geen tegenstelling tussen vorige stellingen
Neem die zak suiker van 1 kg (een bepaalde hoeveelheid). Indien men de hoeveelheid suiker bedoelt dan kan men spreken over 1 kg en heeft men het over massa. Deze is zowel op aarde als op de maan hetzelfde. Indien men het over de aantrekkingskracht heeft moet men spreken over 9,81 N op aarde en over 1,62 N op de maan, maar dan is er sprake van gewicht en niet van massa. In het geval van die suiker zal men uiteraard niet vaak de kracht bedoelen.

## Nadere aanduiding
Bij grond wordt aan de eenheid kg soms het subscript ds toegevoegd, voor dry soil (droge grond). De mate van aanwezigheid van een bepaald bestanddeel, bijvoorbeeld een verontreiniging, heeft dan als eenheid bijvoorbeeld g/kgds,  mg/kgds of  μg/kgds.